# 阿敦础鲁庙
阿敦础鲁庙，位于内蒙古自治区呼伦贝尔市新巴尔虎右旗阿日哈沙特镇阿敦础鲁嘎查，是一座藏传佛教格鲁派寺院。 

## 简介
阿敦础鲁庙是新巴尔虎右旗正红旗旗庙的俗称。正红旗旗庙位于阿敦础鲁苏木（现已并入阿日哈沙特镇）。
- 正红旗第一佐庙：建于1937年，也位于阿敦础鲁苏木。[1]
- 正红旗第二佐庙：建于1939年。[1]
- 正红旗第三佐庙：建于1928年。[1]